# Cidaria arearuptata
Cidaria arearuptata là một loài bướm đêm trong họ Geometridae.